# Burgo

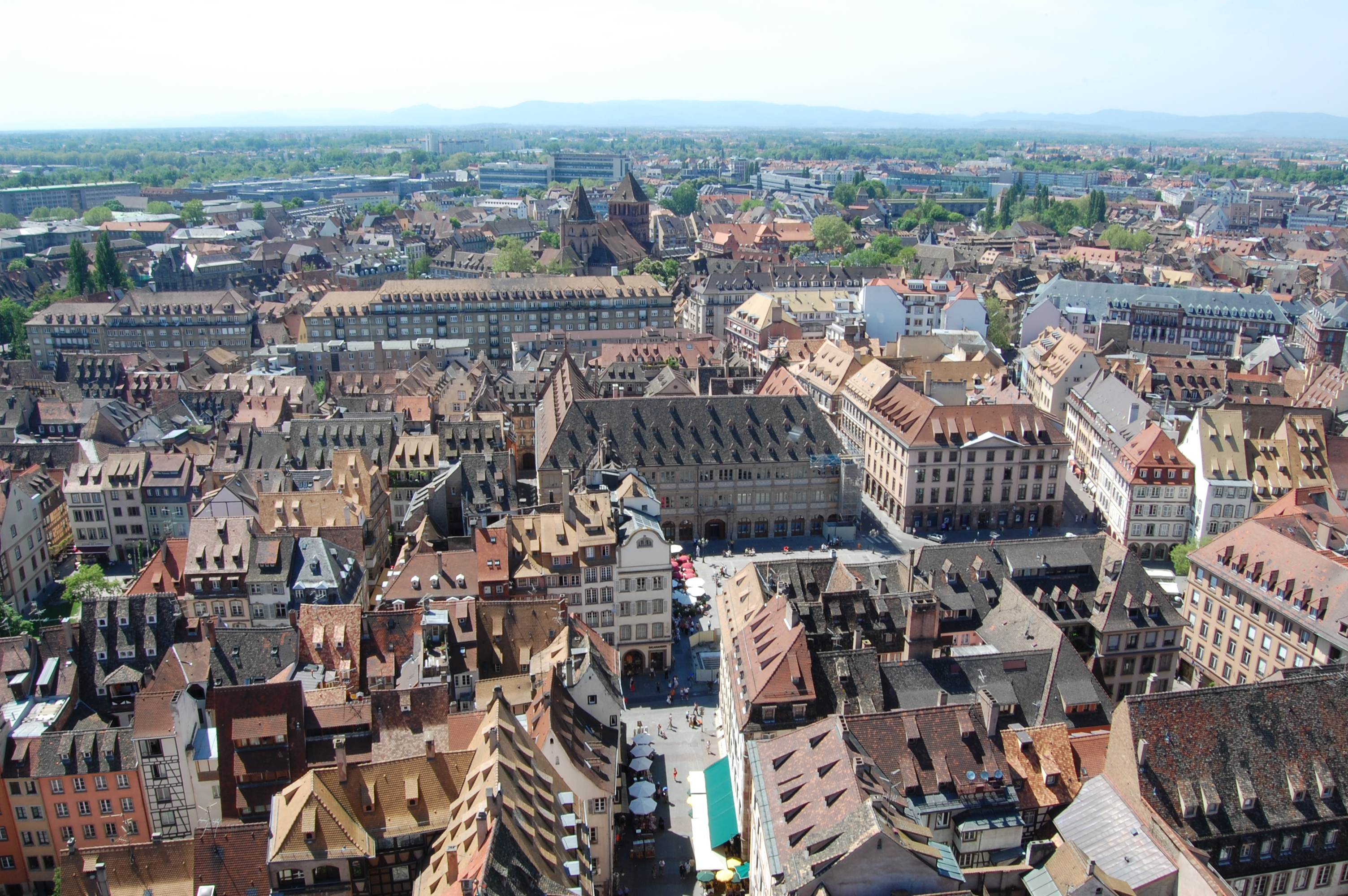
Estrasburgo visto desde la catedral.

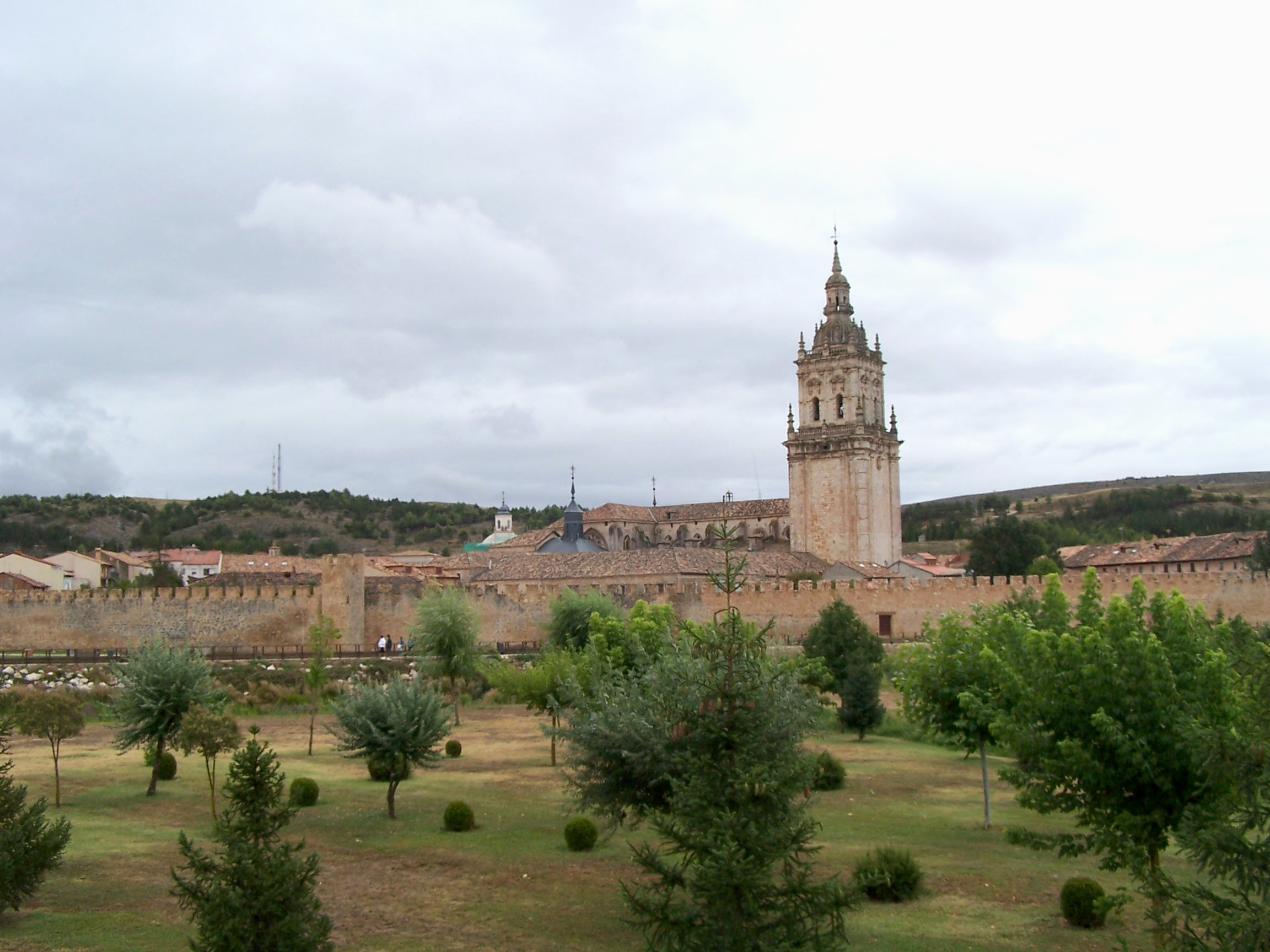
El Burgo de Osma.

El término burgo hace referencia a un concepto urbanístico. Inicialmente, entre los pueblos germánicos y en época romana, se aplicaba a pequeñas torres o puestos fortificados.
En la Alta Edad Media, se consideraba burgo a un castillo construido por un señor feudal con fines puramente militares, como avanzadilla o puesto de vigilancia fronteriza. Solían ubicarse en posiciones privilegiadas por su carácter defensivo (como una altura), o en posiciones estratégicas (como un cruce de caminos, el vado de un río o un valle en un paso de montaña). Por extensión, se aplicó el nombre de burgo a las poblaciones que se pudieran desarrollar en torno a estas construcciones. La relativa seguridad que daba a mercaderes y artesanos, no solo física, sino jurídica (estar libres de la jurisdicción feudal y otras concesiones –por ejemplo fiscales– que se hacían para hacer atractiva la radicación en ellos) hizo que fueran convirtiéndose paulatinamente en poblaciones florecientes con funciones económicas características.
Con las mismas características, especialmente en la Baja Edad Media, periodo que ha sido calificado de revolución urbana y también de revolución comercial desde mediados del siglo XII, se aplicó asimismo el nombre de "burgo" a los barrios formados en torno a un mercado que se había establecido previamente al lado de una iglesia o fuera de las murallas de ciudades preexistentes (figura urbanística equivalente a los arrabales de las medinas musulmanas). La palabra "burgués" significaba en su origen "habitante de un burgo".

## Etimología
Su etimología, que comparte la raíz indoeuropea *bhɹgh- ("alto" o "elevado") con la céltica briga- ("ciudad" o "fortaleza") o la tracia bria— ("ciudad"), proviene del germánico *bŭrg, a través del latín burgus. Según Menéndez Pidal "debió haber existido cruce de género gramatical y de significado entre el germánico burg, femenino, “ciudad, castillo”, y el griego πυργο [pyrgo], masculino, “torre, ciudadela”". El mismo autor localiza el uso del término en un autor latino del siglo IV, Vegecio: «castellum parvum quem burgum vocant» (De re militari 4.10).

## Burg, en la Europa Central
En la Europa Central en los nombres de ciudades (Duisburgo, Estrasburgo, Friburgo, Hamburgo, Magdeburgo, Salzburgo, Ladenburgo, Oldemburgo, Neuenbürg, Wolfsburgo, Regensburg -Ratisbona-, Burgum, etc.). Bürger es la palabra alemana para "ciudadano", el cargo de bürgermeister (burgomaestre) es el equivalente a alcalde.
Históricamente, el título nobiliario de burggraf (burgrave) se aplicaba a quien ejercía el señorío sobre una ciudad, y los títulos medievales para castellano (burgherr y burgmann) derivan del mismo sustantivo (lo mismo que su traducción en español: castillo/castellano).

## Bourg, en Francia
Además del término bourgoise, originado en francés, en esta lengua se usa la denominación bourg para un tipo de población rural, de menor tamaño que una ville, que ejerce de mercado comarcal. En Francia son muy abundantes los topónimos Bourg o Bourges y derivados (Cherbourg). La similitud del topónimo Bourgogne (Borgoña) tiene una causa menos directa, pues deriva del pueblo germánico de los burgundios.

## Burgo, en la península ibérica
La denominación también fue ampliamente usada, tanto para designar a una ciudad entera como a una parte de ella, en los reinos cristianos de la península ibérica, especialmente en Castilla (Burgos, Burgo de Osma, Burgomillodo, Burgo de Santiuste, Torre del Burgo, Burgohondo, Torralba del Burgo, Fuencaliente del Burgo, Sotos del Burgo, Burgo de Santiago -Zamora-, tres localidades gallegas llamadas "Burgo" -en Cabana de Bergantiños, Valle del Dubra y Vedra-, El Burgo, O Burgo do Negral, Malburgo, Burgovedro), pero también en Navarra (Burgos de Pamplona), Aragón (El Burgo de Ebro), condados catalanes (Burg -La Guingueta-), Portugal (Burgo, Pelourinho do Burgo, Ponte do Burgo), e incluso en los reinos meridionales incorporados más adelante (El Burgo).
El Foro do burgo de Castro Caldelas es el documento más antiguo escrito en gallego (1228).

## Borgo, en Italia
En italiano se utiliza la palabra borgo; que designa a una parte de la ciudad de Roma (El incendio del Borgo).
Curiosamente, dos familias que alcanzaron el pontificado tenían apellidos similares: los Borghese (originada en un mercader de Siena del siglo XIII) y los Borgia (originada en la localidad aragonesa de Borja, de diferente etimología -el prerromano Bursau o el árabe Burya-).

## Borough y otros términos, en el mundo anglosajón
En inglés antiguo se utilizaba el término burh, y otra palabra del mismo origen es bury. El término más reciente borough sirve para indicar una división administrativa o circunscripción, de rango similar al municipio. El término burgess (con el significado original de freeman -hombre libre- de un borough) terminó por designar a un cargo municipal electo, especialmente al representante de una circunscripción en la Casa de los Comunes. La institución parlamentaria de Virginia fue denominada House of Burgesses (desde 1619). En Inglaterra, los rotten boroughs ("burgos podridos") eran hasta el siglo XIX las localidades que, a pesar de haber perdido población, seguían conservando su privilegio de mandar representantes al parlamento. Un burgage o burgage tenement era la posesión de una ciudad como renta feudal por un rey o noble, con uso institucional desde el siglo XIII.
El sufijo -borough se usa en los nombres de muchas localidades británicas (Marlborough, Russborough, Aldborough, Emborough, Guisborough, Ludborough, Oxborough, Rainsborough, Stoborough, Triborough, Newborough, Oldborough, Kingborough, Kingsborough, Queenborough, Queensborough, etc.). Hay incluso localidades con el simple nombre Borough en los países anglosajones, especialmente Estados Unidos: Borough (Connecticut), Borough (Nueva York), Borough (Pensilvania), Borough no organizado (Alaska).
El término burgery se emplea en una antigua institución de caridad de Sheffield (la Burgery of Sheffield o Sheffield Town Trust, fundada en 1297) y en el topónimo de una localidad irlandesa cercana a Dungarvan (Condado de Waterford), donde se libró un combate en 1921 durante la Guerra de Independencia de Irlanda (Burgery ambush o emboscada de Burgery).

### Escocia

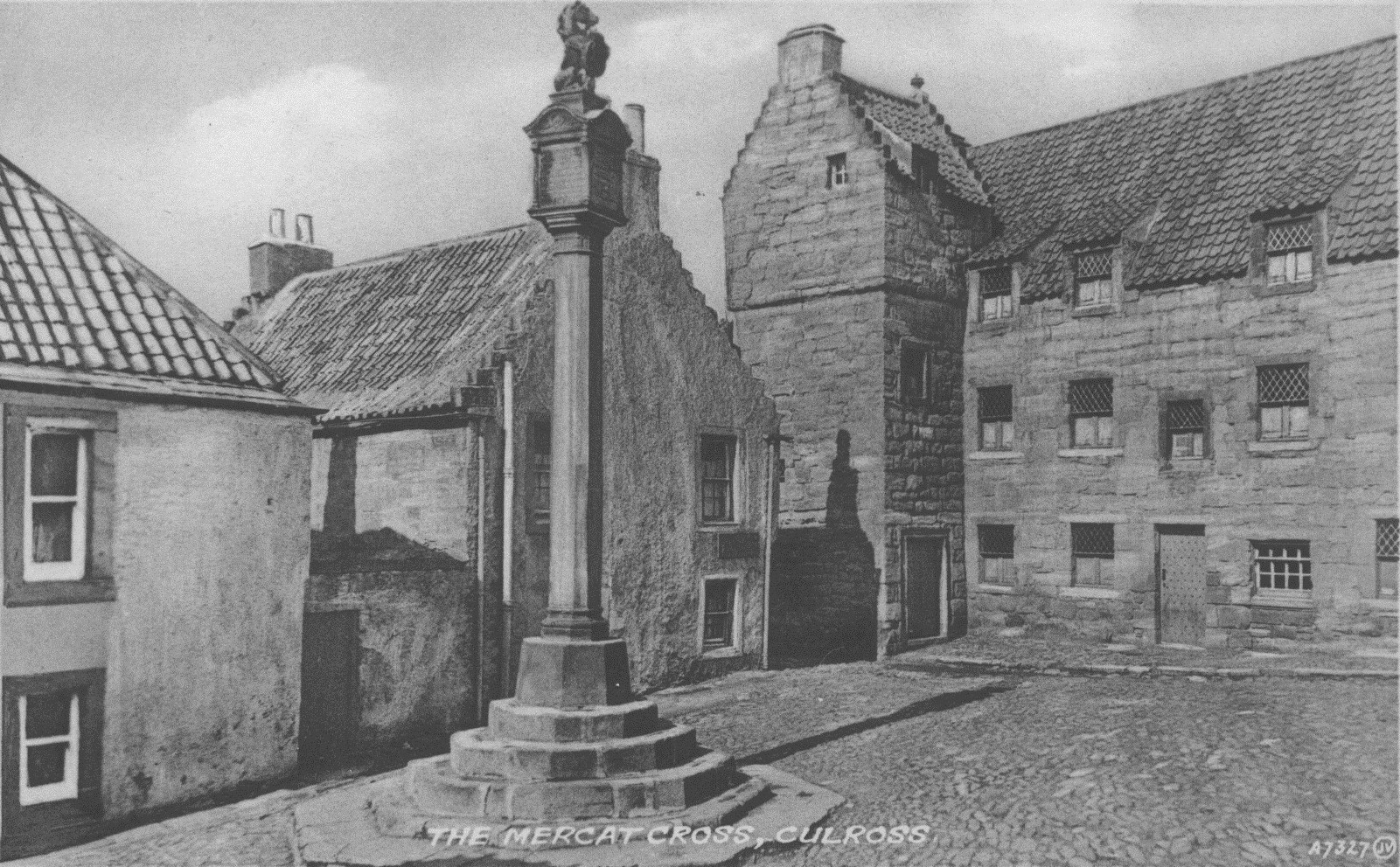
Burgh Real de Culross, Fife

En Escocia un Burgh representa una entidad corporativa autónoma, usualmente un pueblo (Edinburgh -Edimburgo-), y se ha empleado en Escocia desde el siglo XII. Hoy en día, el reconocimiento de Burgh tiene poco más que valor ceremonial.

## Otros conceptos confluyentes

### En las lenguas eslavas
- Grad (Град) gord o gorod (город) (castellanizado en "grado-", como en Belgrado o Leningrado); está relacionado con el germánico gard o gart (Stuttgart, Gartz, Graz), del que derivan garden, yard, court y cour (con el sentido genérico de lugar cercado). Las palabras castellanas "guardar", "guarda" y "guardia" provienen del gótico *wardja (aunque en este caso el DRAE propone el significado de "acto de buscar con la vista", derivado de *wardôn, "atender, prestar atención", y propone la comparación con el antiguo alemán warta). La misma etimología tiene "gardingo" (uno de los rangos de nobleza y oficios palatinos visigodos).

### En árabe
- Madinat (Medina, Almudena, Almudaina)
- Ravad (Arrabal, Raval, Rabal)
- Qasr, qasaba القصبة o kasbah القصبة (Alcazaba, Alcázar)
- Qalat (Alcalá, Calatrava)
- Qarya (Alquería)
- Al munya (Almunia, Almunia de San Juan, La Almunia de Doña Godina, Ráfol de Almunia)
- Burya (torre o fortín), de donde puede provenir el nombre de la localidad zaragozana de Borja (de donde a su vez procede la familia Borgia) y la localidad ilerdense de Borjas Blancas (Borges Blanques). El apellido Borges, que llevó el célebre escritor argentino, ha sido relacionado con otras etimologías (portuguesa o francesa -la ciudad de Bourges-).

### En latín
- Castrum
- Castellum
- Turris
- Oppidum
- Villae (Villa)
- Civitas -Civitas-
- Urbs -Urbs-
- Colonia
- Mansio
- Pomerium
- Vallum
- Limes

### En castellano
- Ciudad
- Concejo
- Alfoz
- Comunidad de villa y tierra
- Villa (Villanueva, Villa Nueva, Villavieja, Villa Vieja)
- Pueblo (Pueblonuevo, Pueblo Nuevo, Puebloviejo, Pueblo Viejo)
- Puebla (Puebla de Don Fadrique, Pueblanueva, Puebla Nueva, La Pueblanueva, Pueblavieja, Puebla Vieja, Puebla Vieja de Laredo, Puebla de los Ángeles)
- Aldea (Aldeanueva, Aldea Nueva, Aldeavieja, Aldea Vieja, Aldehuela)
- Lugar
- Cortijo (cortijada)
- Castillo (castillejo)
- Ciudadela
- Torre
- Fuerte (fortín, fortaleza, fortificación)
- Bastión
- Presidio